# 利特爾伯傑 (密蘇里州)
利特爾伯傑（英語：Little Berger）是位於美國密蘇里州加斯科內德縣的非建制地區。

## 歷史
利特爾伯傑的郵局於1872年設立，其後於1901年停運。

## 地理
利特爾伯傑所處的海拔為高於海平面235米（即771英呎），而該地所採用的時區為UTC-6，即北美中部時區（CST）。同時該地設有夏令時間，為UTC-6調快一小時，即UTC-5（CDT）。